# Trem da Vale

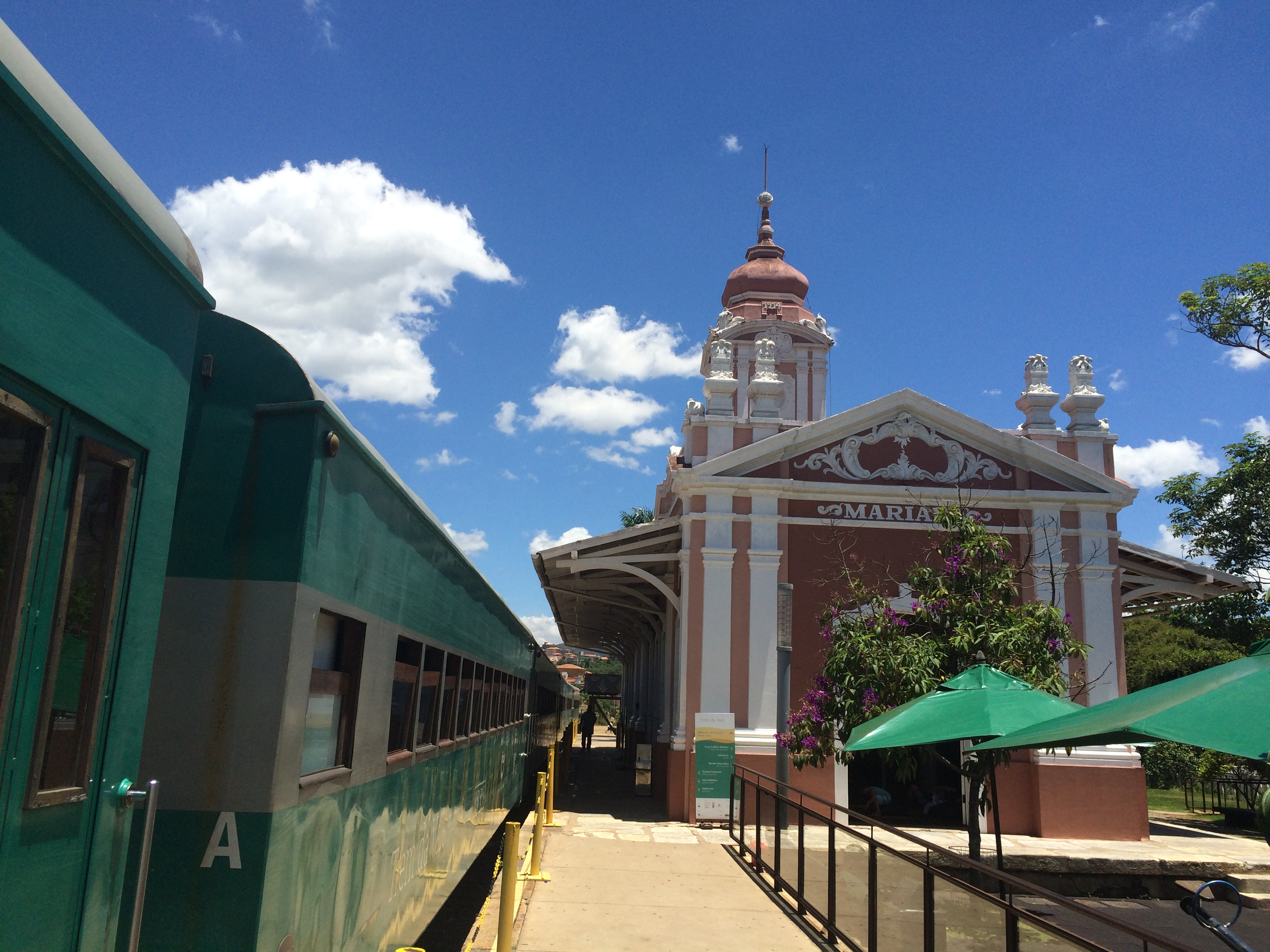
Trem da Vale na Estação Mariana

O Trem da Vale é uma linha ferroviária turístico-cultural para transporte de passageiros que liga as cidades de Mariana e Ouro Preto em Minas Gerais. Inaugurado em 5 de maio de 2006, foi idealizado graças a uma parceria entre a Vale, a Ferrovia Centro-Atlântica e a ABPF.
O Programa de Educação Patrimonial Trem da Vale envolve um conjunto de ações culturais voltadas à valorização do patrimônio cultural e natural das cidades históricas brasileiras de Ouro Preto e Mariana. Entre estas cidades, o programa pôs novamente em circulação a tradicional locomotiva a vapor Maria-Fumaça, revitalizando 18 quilômetros de trecho ferroviário das estações Ouro Preto, Mariana, Vitorino Dias e Passagem de Mariana. O turístico Trem da Vale faz passeios em horários e dias pré-determinados entre o trecho ferroviário mineiro mostrando as paisagens e a cultura regional através de vários ambientes que compõe o complexo histórico-cultural e educacional dos municípios de Ouro Preto e Mariana.
De 2006 a 2008 o programa atendeu cerca de 370 mil pessoas entre estudantes da rede pública e comunidades locais com cursos, oficinas e eventos, além de turistas que viajaram de trem e visitaram os espaços culturais das estações.

## História da Ferrovia
A história da construção da ferrovia de Ouro Preto, iniciada em 1883, e seu prolongamento até Mariana, foram capítulos essenciais para o desenvolvimento econômico da região. Foram necessários anos de espera e prodigiosas obras de engenharia para transpor barreiras topográficas da região. 
Concluído somente em 1914, o eixo ferroviário Ouro Preto-Mariana, juntamente com a crescente industrialização, ampliou as oportunidades para a comunidade mineira.
A ferrovia fazia parte do Ramal de Ponte Nova da antiga Estrada de Ferro Central do Brasil, que estabelecia a ligação de Ouro Preto e Mariana com a cidade de Ponte Nova. Ao se entroncar com a linha principal da EFCB no distrito de Miguel Burnier (ponto inicial da ferrovia), o ramal também realizava a ligação de ambas as cidades históricas com o Rio de Janeiro. 

## Composição

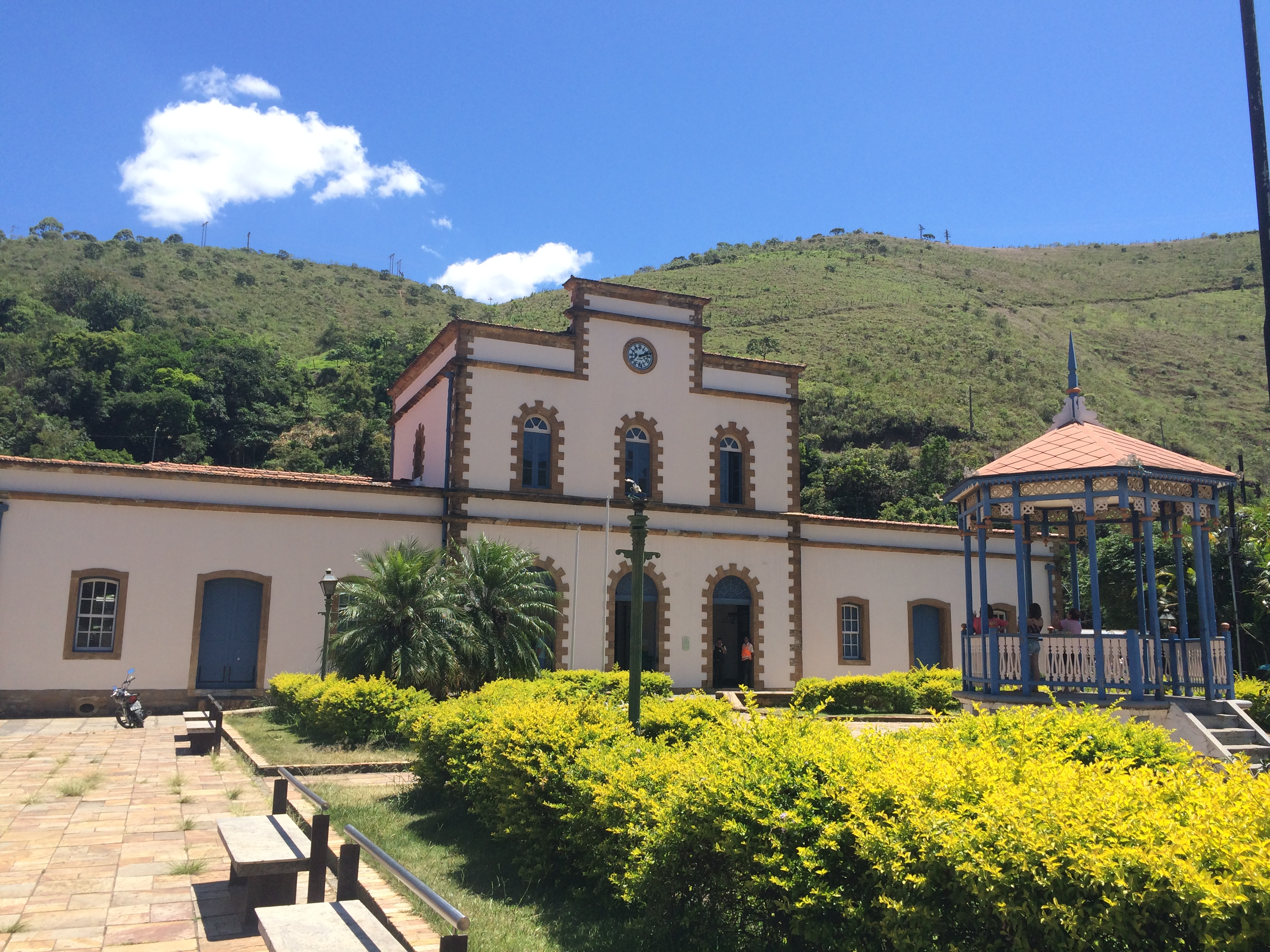
Estação de Ouro Preto

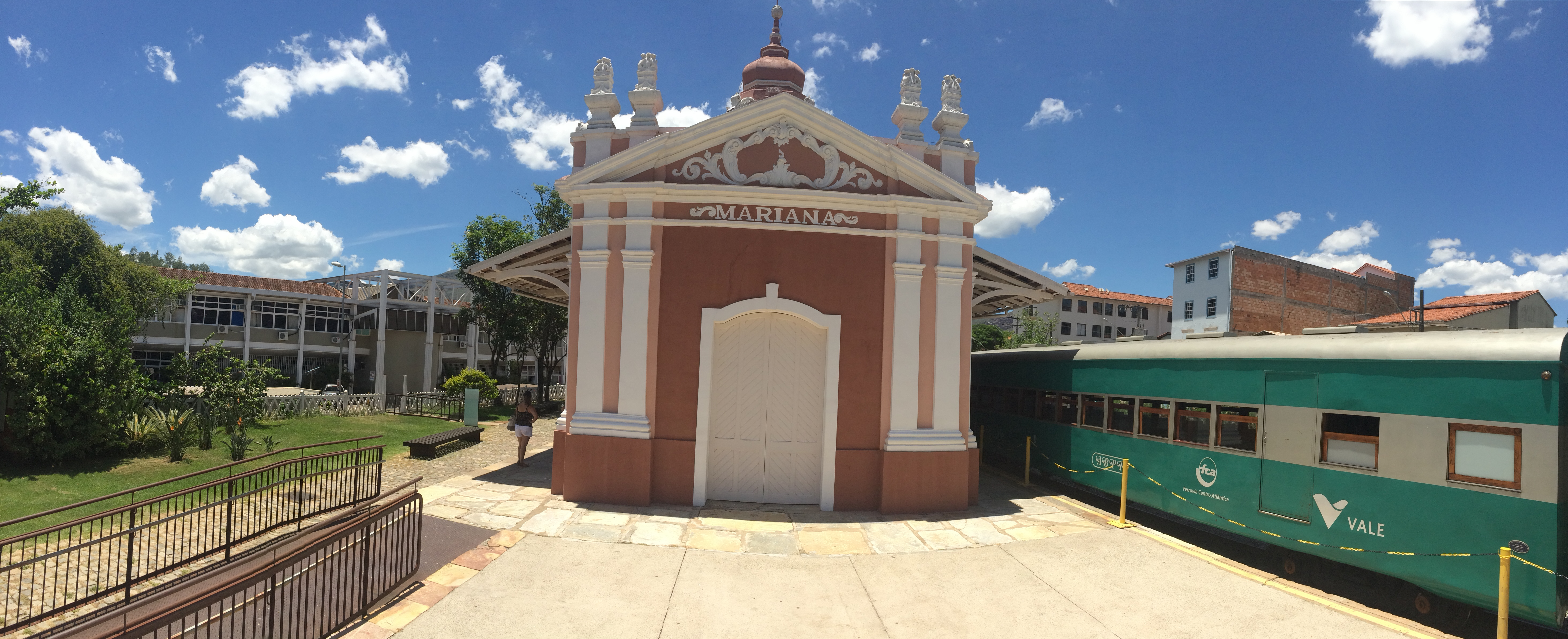
Trem da Vale na Estação Mariana

O trem é composto por uma locomotiva a vapor, uma a diesel e cinco vagões de passageiros, com capacidade total de 240 pessoas por viagem..

## Programa de Educação Patrimonial
O programa de Educação Patrimonial Trem da Vale foi idealizado pelo agente social Fundação Vale juntamente com parceiros que ajudam no desenvolvimento do patrimônio cultural e natural dos municípios de Ouro Preto e Mariana.
A Educação Patrimonial é formada por três subprogramas:
- Vale Conhecer - compreende ações de formação, ensino e aprendizagem, dentro ou fora da escola.
- Vale Promover - abrange a divulgação e promoção do patrimônio cultural e natural da região tanto para a população de Ouro Preto e de Mariana como para visitantes de todo o país e do exterior.
- Vale Registrar - atua na consolidação da identidade cultural dos moradores dos municípios de Mariana e Ouro Preto, estimulando-os a assumirem o papel de protagonistas de sua própria história.

O Trem da Vale conta com especialistas nas áreas de arquitetura, comunicação, história, educação, museologia e audiovisual para realizar ações educativas, conservar os bens culturais, inserir a temática da educação patrimonial no currículo das instituições de ensino da região e mobilizar, conscientizar e estimular a comunidade. Eles também promovem o turismo cultural da região do trecho ferroviário.